# Ripstop

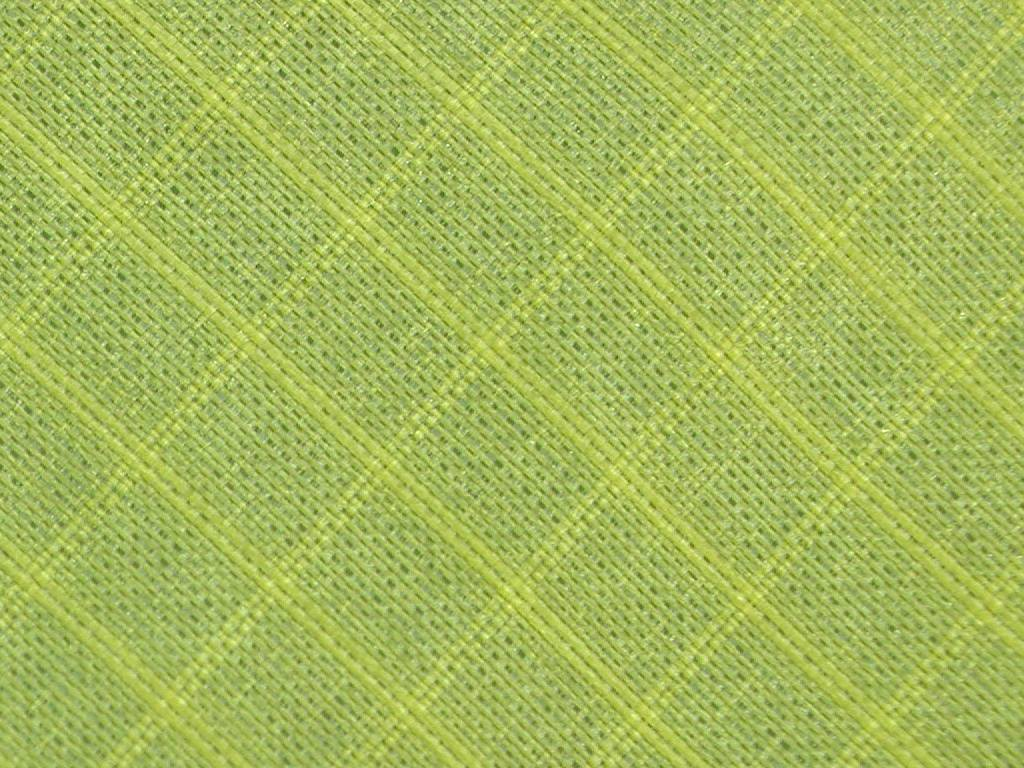
Ripstop parachute-doek.

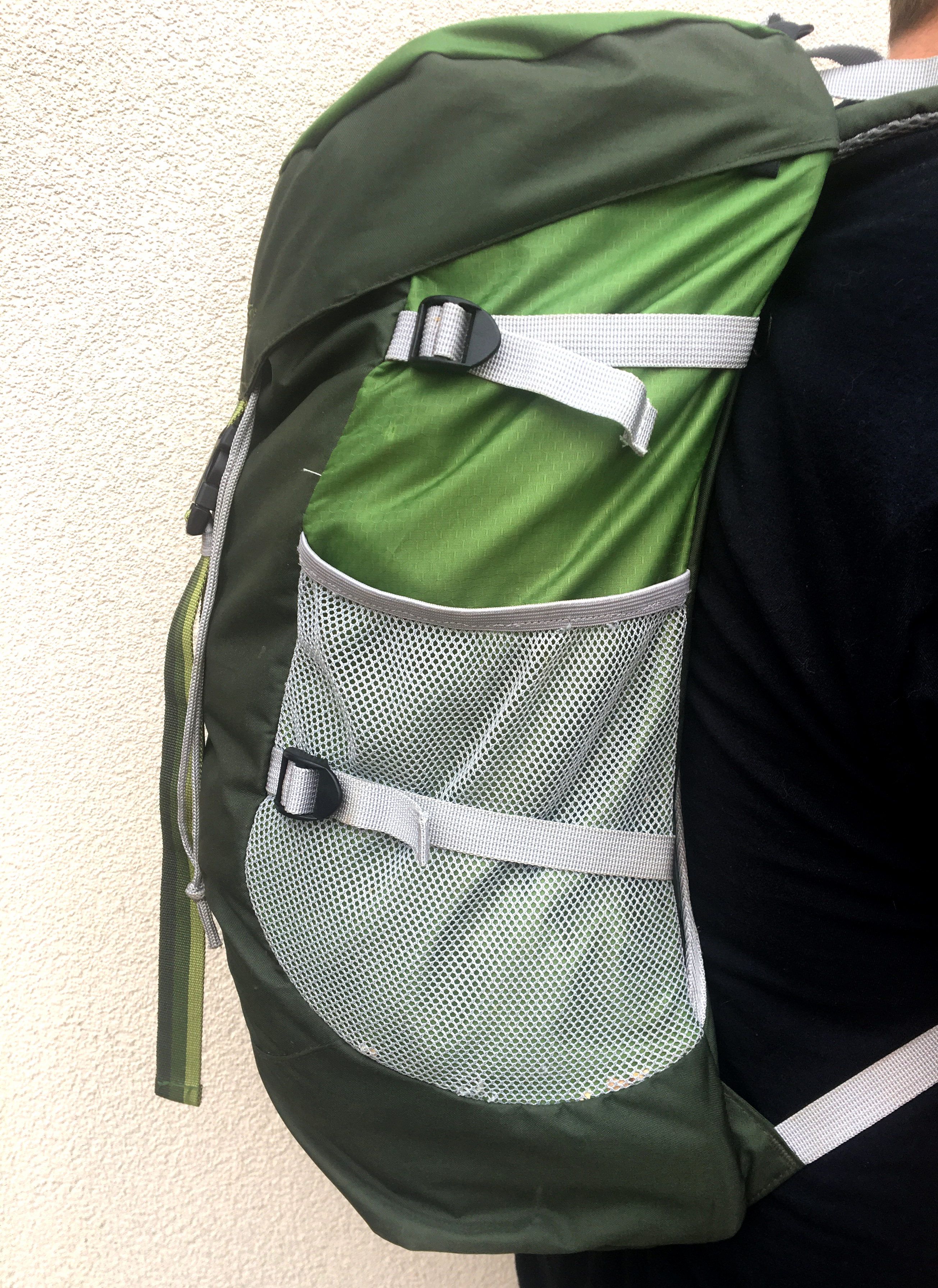
Een rugzak, gedeeltelijk gemaakt van ripstop-nylon.

Ripstop is een weeftechniek waardoor textiel sterker en scheurbestendiger is.
Op een onderlinge afstand van gewoonlijk 5 tot 8 millimeter worden dikkere of sterkere draden tussen de dunnere draden geweven. Het weefsel krijgt hierdoor een enigszins geruit uiterlijk. Vroeger staken de dikkere draden boven het oppervlak uit, maar door moderne weeftechnieken hoeft dat tegenwoordig niet meer.
Voordelen van ripstop-weefsels zijn de zeer goede gewicht/stabiliteitverhouding en de scheurweerstand. Dit komt doordat een scheurtje dat ergens in het doek begint, zich uitbreidt totdat het de dikkere draad bereikt, en dan daar meestal stopt.
De bekendste vorm is  'ripstop nylon'  (polyamide). Maar ook polyester en aramide worden verwerkt tot ripstop-textiel.

## Gebruik
- Ripstop nylon met bijvoorbeeld polyurethaan - of siliconen coating worden toegepast in tentdoek, in vliegers, parachutes en parapentes, en in de schorten van hovercrafts en sportuitrusting zoals kleding of rugzakken.
- Zelfklevend ripstopmateriaal wordt gebruikt om kleine scheurtjes te repareren.
- Ripstoptextiel wordt gebruikt in stevige werkkleding zoals militaire- en brandweeruniformen.